# Ceroxylon quindiuense
Ceroxylon quindiuense is de botanische naam van een palm die behoort tot de waspalmen van de Andes. Deze palm komt voor in vochtige montane bossen in de Andes in Colombia en het noorden van Peru.

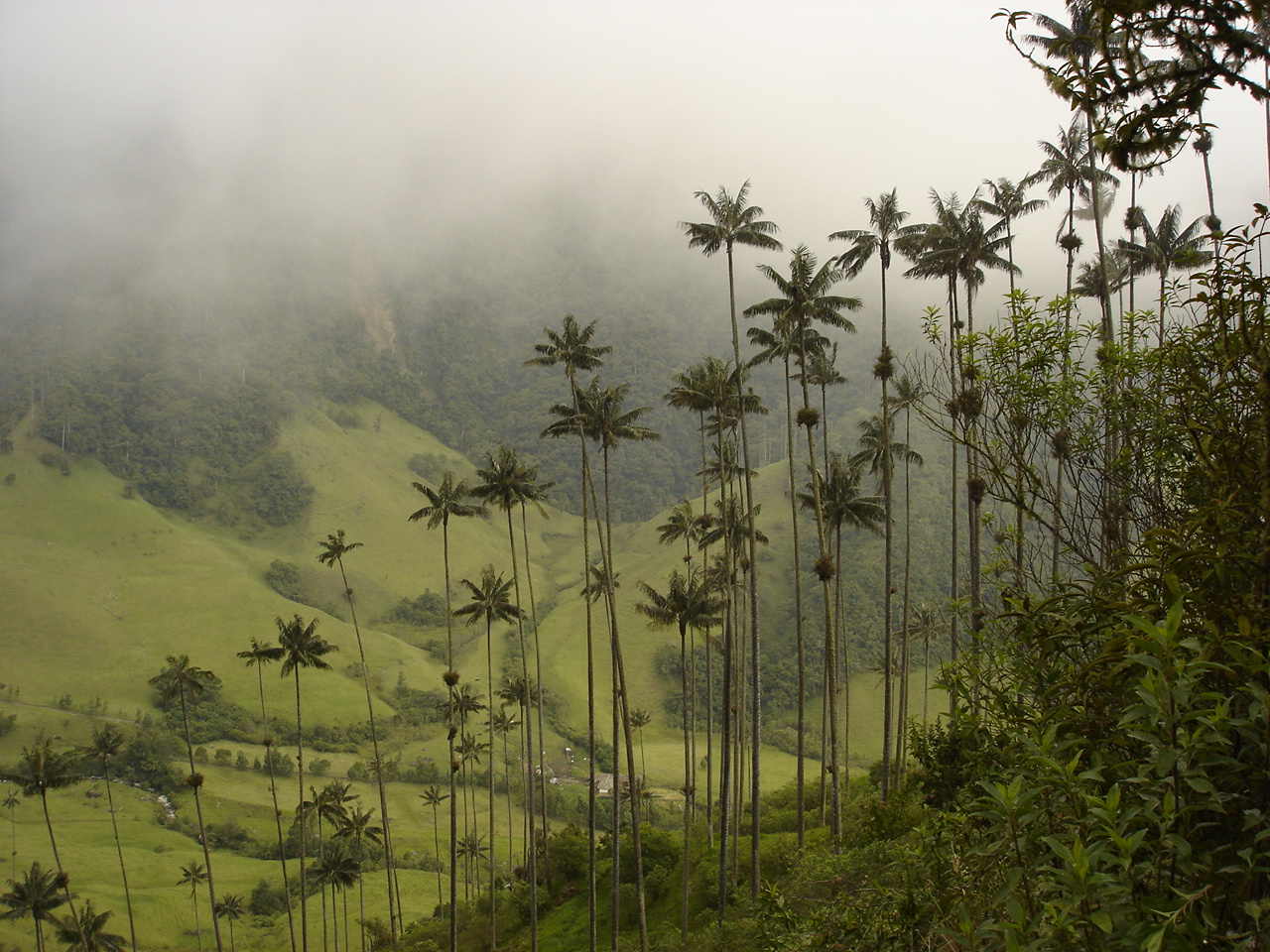
Blik op de Cocoravallei (Colombia) met Ceroxylon quindiuense palmen

Deze palm kan een hoogte van 45 meter bereiken en soms, maar zelden 61 meter. De stam is cilindervormig, glad, licht van kleur en bedekt met was. De bladlittekens vormen donkere ringen op de stam.De bladeren zijn  donkergroen en grijs en 1,85 tot 5,40 meter lang met tot 80 centimeter lange bladstelen. De vruchten zijn bolvormig, 1,6 tot 2 centimeter in doorsnede en oranjerood van kleur als ze rijp zijn.